# Университет обороны (Брно)

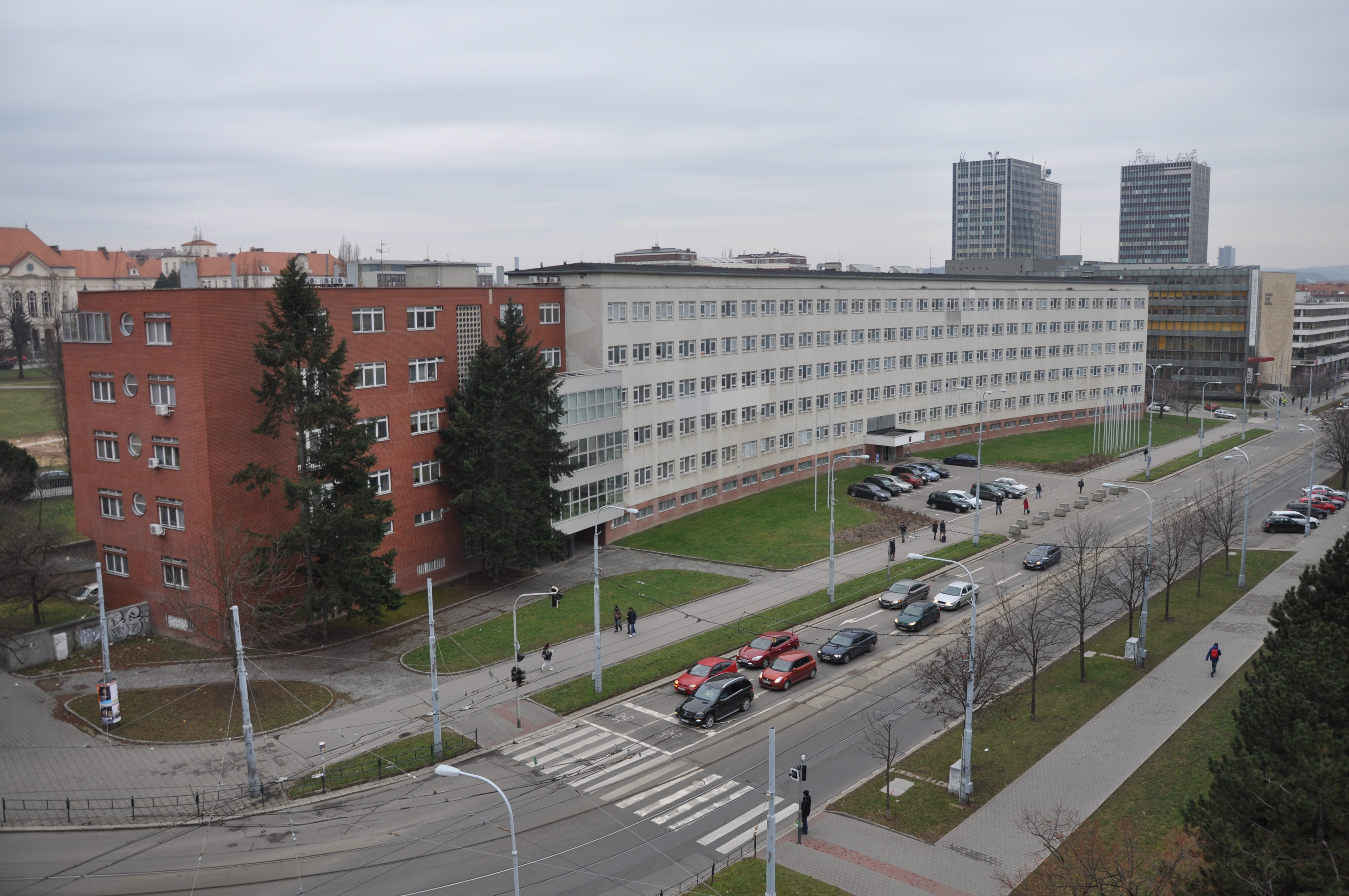

Университет обороны (чеш. Univerzita obrany) — единственное в Чешской республике высшее военное государственное учебное заведение. Находится в Брно. Является организационным подразделением Министерства обороны Чехии, поэтому университет обладает ограниченным самоуправлением и управляется не министерством образования, а министерством обороны.

## История
Создан 1 сентября 2004 года в результате объединения 3-х военных школ — Военной академии в Брно (основана в 1951 году), Военного университета пехотных войск в Вишкове (основан в 1947 году) и Военной медицинской академии Яна Евангелисты Пуркине в Градец-Кралове (основана в 1988 году).

## Структура
- Факультет экономики и менеджмента
  - экономика и менеджмент
- Факультет военных технологий
  - военные технологии
- Факультет военной медицины
  - медицинская специализация;
  - общая военная медицина;
  - военная стоматология;
  - военная фармакология.

Филиалы университета — институт и три центра:
- Институт защиты от оружия массового уничтожения (расположен в Вишкове)
- Центр безопасности и военных стратегических исследований
- Центр обучения языкам
- Центр физического воспитания и спорта

Университет обороны проводит подготовку военных специалистов для нужд Вооруженных Сил Чешской Республики и гражданских специалистов, особенно для системы государственной безопасности, оборонной промышленности и государственного управления.
Иностранные граждане могут поступить только на гражданские специальности и в индивидуальном порядке. Решение о зачислении принимает ректор университета лично.